# Sam the Sham & the Pharaohs
Sam the Sham & the Pharaohs — американская музыкальная группа, наиболее известная по хиту 1965 года «Wooly Bully».
Основал группу в 1964 году и пел в ней Доминго Самудио, взявший себе псевдоним Сэм-зе-Шем (англ. Sam the Sham, «Сэм-шарлатан») в шутку над своей профессиональной непригодностью как вокалиста.
В 1965 году группа записала песню «Wooly Bully», смысл которой был в том, что кого-то по имени Хэтти в непонятных выражениях убеждают не быть старомодной и разучить танец под названием Wooly Bully (название позаимствовано у одноимённого кота солиста группы). Эта песня была выпущена как сингл и стала самой продаваемой песней 1965 года. Тогда, на самом пике битломании, она продалась в 3 миллионах экземплляров.
Песня «Wooly Bully» в исполнении группы Sam the Sham & the Pharaohs входит в составленный Залом славы рок-н-ролла список 500 Songs That Shaped Rock and Roll.

## Состав
- Сэм-зе-Шем (англ. Sam the Sham, наст. имя: Domingo Samudio) — вокал, клавишные
- The Pharaohs
  - Рей Стиннет (англ. Ray Stinnet) — гитара
  - Дин Мартин (англ. David Martin) — бас-гитара
  - Батч Гибсон (англ. Butch Gibson) — саксофон
  - Джерри Паттерсон (англ. Jerry Patterson) — ударные